# Espejo (kanton)
Espejo – kanton w Ekwadorze, w prowincji Carchi. Stolicą kantonu jest El Ángel.